# Bank Gutmann
Die 1922 gegründete Bank Gutmann AG mit Sitz in Wien, Schwarzenbergplatz, ist auf Vermögensverwaltung spezialisiert. Die Privatbank steht zu 80 Prozent im Besitz der Familie Kahane, 20 Prozent werden von Partnern gehalten. Derzeit verwaltet Gutmann ein Kundenvermögen von EUR 27,1 Mrd. (Stand 31. Dezember 2021). Zu den Kunden zählen in- und ausländische Unternehmer sowie Unternehmerfamilien, Stiftungen, vermögende Privatkunden und institutionelle Investoren.

## Geschichte
1922 gegründet, betätigte sich die Bank Gutmann in allen Bereichen des damaligen Bankgeschäfts mit Ausnahme der Annahme von Spareinlagen und der Ausgabe von Obligationen und Pfandbriefen. Zum Kundenkreis zählten die bedeutendsten Konzernunternehmen der Gutmann-Gruppe, aber auch einige nicht dazu gehörende Firmen. Für die Unternehmen der Gutmann-Gruppe managte die Bank Gutmann die Finanzen, war aber nicht an diesen beteiligt.
Von der Weltwirtschaftskrise in den 1930er-Jahren wurde die Gutmann-Gruppe schwer getroffen. Nach der Machtergreifung der Nationalsozialisten 1938 wurde das Vermögen der Familie Gutmann „arisiert“. In diesem Zusammenhang wurde die Liquidierung der Bank Gutmann eingeleitet, aber bis zum Ende des Zweiten Weltkriegs nicht beendet. 1947 beantragte die Familie Gutmann mit Erfolg beim österreichischen Finanzministerium die Beendigung der Liquidation und ein Wiederaufleben der Bankkonzession. In der Folgezeit entfaltete die Bank Gutmann allerdings keine Tätigkeiten außer der Bezahlung von Pensionen für ehemalige Mitarbeiter.
1957 erwarb Karl Kahane die Bank von den Gutmanns und begann das Bankgeschäft wieder aufzubauen. Der Schwerpunkt lag hierbei zunächst auf der Abwicklung von Devisengeschäften für führende österreichische Unternehmen. Nach dem Ausbau weiterer Geschäftsfelder wurde die Bank Gutmann 1971 in eine Aktiengesellschaft umgewandelt. In den 1980er-Jahren platzierte die Bank Gutmann Schuldverschreibungen der Republik Österreich und staatsnaher Versorgungs- und Straßenbauunternehmen bei den führenden Versicherungsinstituten des Landes. Mitte der 1980er-Jahre beschloss die Bank ihren Geschäftsschwerpunkt auf die Vermögensverwaltung zu legen. Die Gründung außerbetrieblicher Pensionskassen in den 2000er-Jahren wurde ebenfalls von der Bank Gutmann als Kapitalgeber und Berater begleitet.

## Geschäftsfeld
Die Bank Gutmann hat sich seit den 1980er-Jahren auf die Vermögensverwaltung und Investmentberatung spezialisiert.
Das Arbeitsgebiet umfasst neben der Vermögensverwaltung und Anlageberatung für Privatkunden auch die Betreuung institutioneller Kunden. Private Equity und Immobilien haben sich zudem über Jahre zu spezifischen Kompetenzbereichen entwickelt. Neben dem Stammgeschäft in Österreich betreut die Bank Gutmann Kunden aus Zentral- und Osteuropa, aus Deutschland und aus Lateinamerika. In Wien, Linz, Salzburg sowie in Budapest (Ungarn) und Prag (Tschechien) ist die Bank mit Niederlassungen vertreten.

## Lehre und Forschung
Das 2001 gegründete „WU Gutmann Center for Portfolio Management“ soll Praxis und Theorie verknüpfen.

## Gutmann Kapitalanlagegesellschaft m.b.H.
Die Gutmann Kapitalanlagegesellschaft m.b.H. (bis zum 12. November 2024 "Gutmann Kapitalanlageaktiengesellschaft") (KAG) ist eine 100-prozentige Tochter der Bank Gutmann AG und verwaltet derzeit etwa 200 Investmentfonds mit einem Gesamtvolumen von rund Euro 12 Mrd. (Stand 2025).